# Antarchaea goniogramma
Antarchaea goniogramma là một loài bướm đêm trong họ Noctuidae.